# Arrondissement di Sarlat-la-Canéda
L'arrondissement di Sarlat-la-Canéda è un arrondissement dipartimentale della Francia situato nel dipartimento della Dordogna, nella regione della Nuova Aquitania.

## Storia
Fu creato nel 1800 sulla base dei preesistenti distretti.

## Composizione
L'arrondissement è composto da 122 comuni raggruppati in 10 cantoni:
- cantone di Belvès
- cantone di Le Bugue
- cantone di Carlux
- cantone di Domme
- cantone di Montignac
- cantone di Saint-Cyprien
- cantone di Salignac-Eyvigues
- cantone di Sarlat-la-Canéda
- cantone di Terrasson-Lavilledieu
- cantone di Villefranche-du-Périgord